# Carlee Taylor
Carlee Taylor (Adelaide, 15 februari 1989) is een Australische voormalige wielrenster en triatleet. In 2011 werd ze Australisch kampioene bij de beloften. In 2013 en 2015 reed ze bij de Belgische wielerploeg Lotto Soudal Ladies en in 2016 voor de Nederlandse ploeg Liv-Plantur. In 2017 reed ze bij Alé Cipollini. Eind oktober 2017 maakte ze bekend haar carrière af te sluiten in de Tour Down Under 2018. Met name in Franse rittenkoersen stond ze diverse keren op het podium in etappes en eindklassementen, zo won ze in 2011 de vierde etappe van de Tour de Limousin.

## Palmares
2011
 Australisch kampioene op de weg (U23)
 Australisch kampioenschap tijdrijden (U23)
4e etappe Tour de Limousin
2012
 Australisch kampioenschap op de weg (U23)
3e in eindklassement La Route de France
3e in etappe 7 La Route de France
2e in etappe 9 La Route de France
2013
5e in Oceanisch kampioenschap op de weg
2014
3e in etappe 7 Tour de l'Ardèche
2015
3e in eindklassement Trophée d'Or
2e in etappe 3 Trophée d'Or
4e in eindklassement La Route de France
2016
3e in 5e etappe La Route de France

## Ploegen
- 2011 -  Team TIBCO-To The Top
- 2012 -  Vienne Futuroscope
- 2013 -  Lotto-Belisol Ladies
- 2014 -  Orica-AIS
- 2015 -  Lotto Soudal Ladies
- 2016 -  Liv-Plantur
- 2017 -  Alé Cipollini